# Pechina
Pechina est une commune de la province d'Almería, Andalousie, en Espagne.

## Géographie

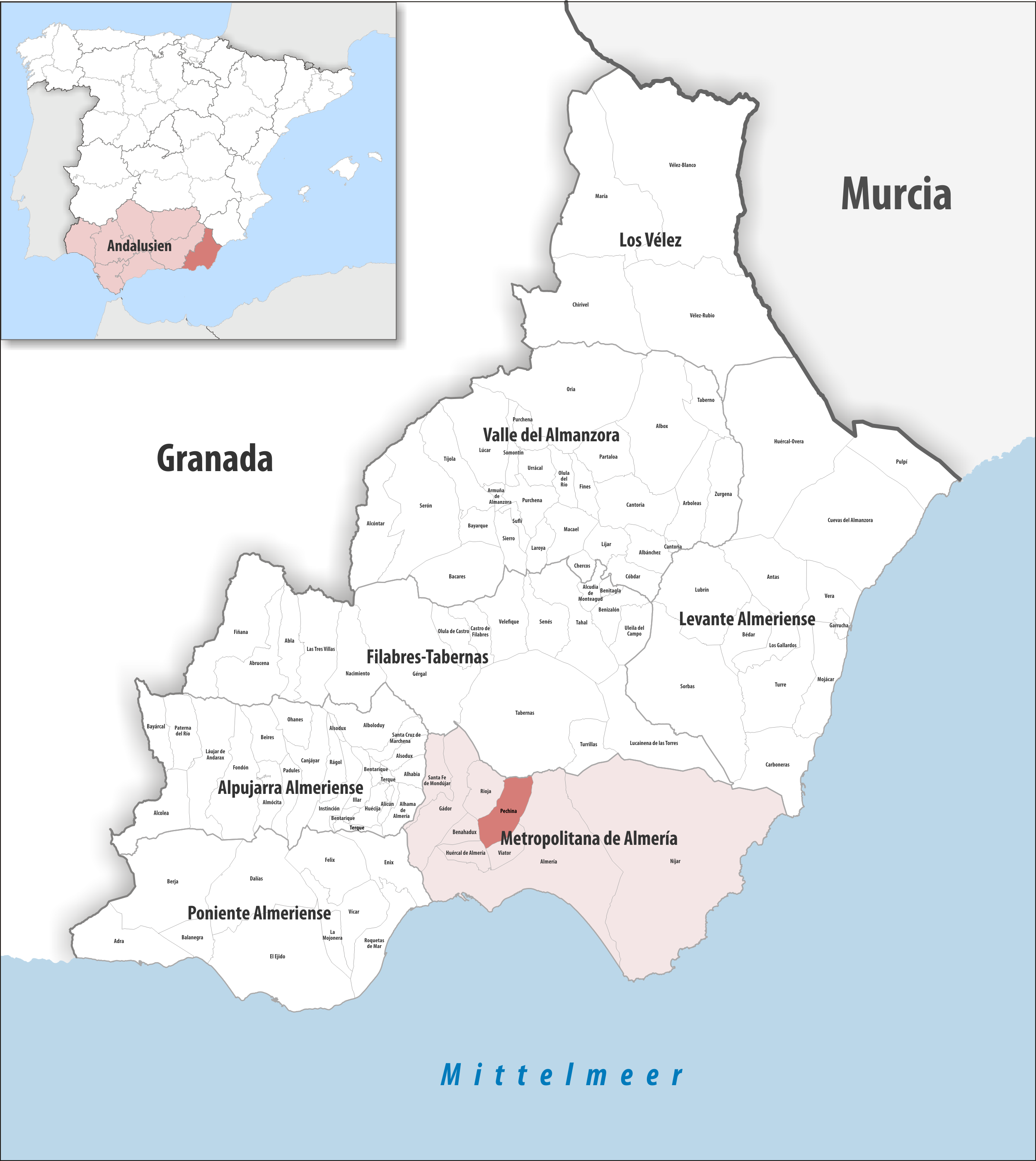
Pechina dans la comarque d'Almería, province d'Almería / en Andalousie

### Localisation
La commune de Pechina se trouve dans le sud de la province d'Almería et vers le centre-ouest de la comarque métropolitaine d'Almería.
Almería est à 9 km sud ;
Malaga à 211 km ouest ;
Madrid à 531 km nord-nord-ouest ;
Gibraltar à 349 km ouest-sud-ouest (distances par route).

### Organisation territoriale
Outre la capitale municipale, Pechina compte une autre entité de population selon la nomenclature publiée par l'Institut national de la statistique : Sierra Alhamilla.

### Communications

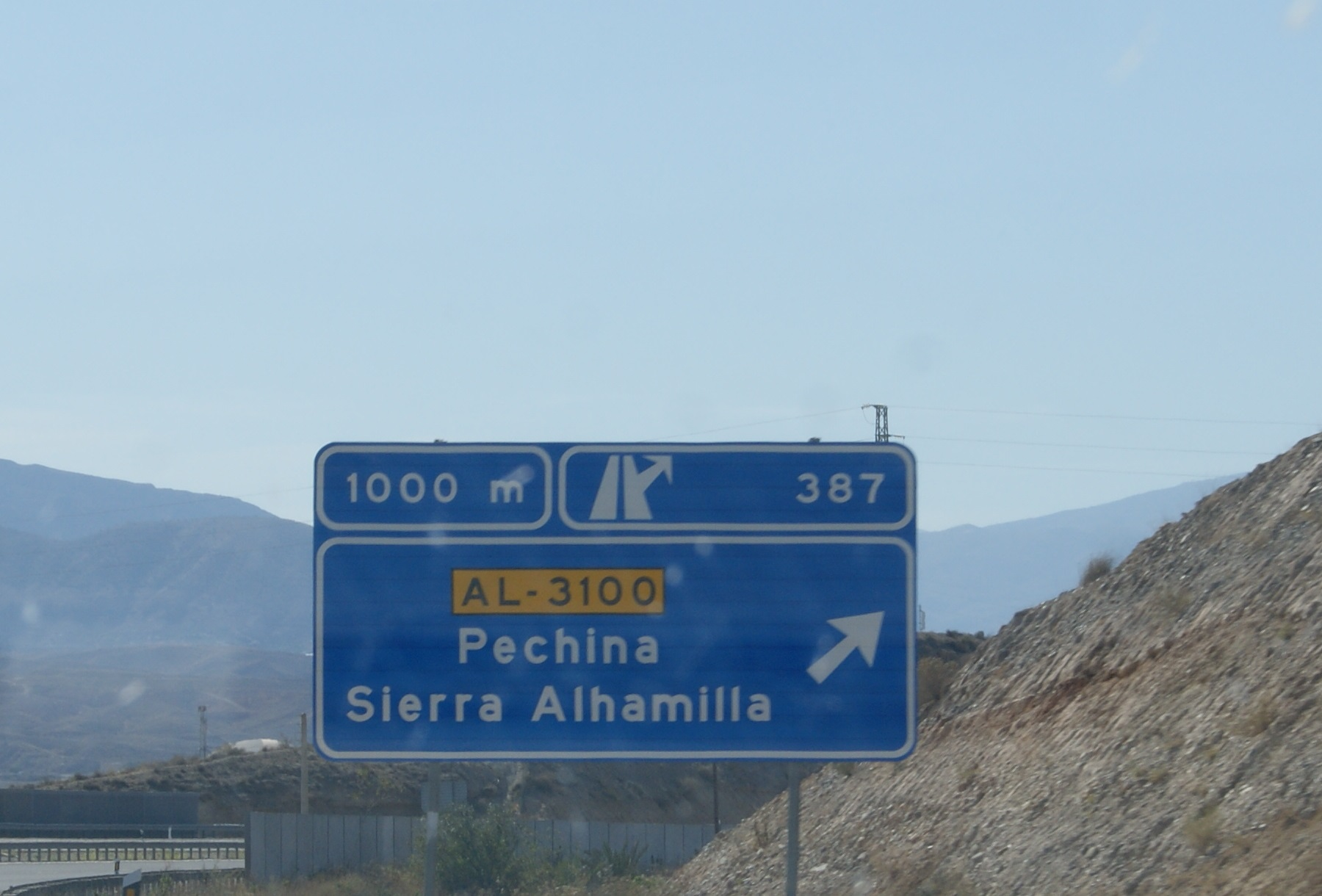
Pechina de l'autoroute A-92

Grâce à sa proximité avec la capitale, Pechina bénéficie de bonnes infrastructures routières, permettant à la majorité de ses habitants de se déplacer en véhicule personnel. Toutefois, un service de bus relie également Pechina à la ville d'Almería et à des points clés, tels que l'hôpital Torrecárdenas ou l'hôpital 'Bola Azul'. En outre, la région du Bajo Andarax dispose d'un service de radio-taxi pour les sept communes qui la composent, améliorant ainsi la connexion avec la capitale. Le trajet depuis Almería jusqu'à Pechina prend environ vingt-cinq minutes, selon le mode de transport utilisé.

## Histoire
Les plus anciens témoignages de peuplement à Pechina correspondent aux découvertes du Cerro del Rayo, qui se trouvent au musée d'Almería et correspondent à la culture Argar.
La saison 6 de la série Game of Thrones a été tournée dans le village et y a réuni 2 400 figurants.

## Services publics

### Éducation
- École maternelle et primaire José Díaz Díaz (CEIP),
- École secondaire Puerta de Pechina (IES).

## Administration
| Période                                  | Période | Identité | Étiquette | Qualité |
| ---------------------------------------- | ------- | -------- | --------- | ------- |
| N/A                                      | N/A     | N/A      | N/A       | Maire   |
| Les données manquantes sont à compléter. |         |          |           |         |

## Personnalités liées à la commune
- Khashkhash Ibn Saeed, (871-957) navigateur
- José Gómez Abad, (1904-1993) peintre